# 龍円恵喜二
龍円 恵喜二（りゅうえん えきじ、1934年12月1日 - 2021年）は、日本の政治学者、帝京大学名誉教授、政治学博士。専攻は政治過程論、政治変動論。長女は元テレビ朝日アナウンサーで東京都議会議員の龍円愛梨。

## 人物・来歴
長崎県出身。九州大学を卒業後、東洋工業（現・マツダ）勤務を経てスウェーデン・ウプサラ大学政治学研究科修了(Ph.D、政治学)。オスロ国際平和研究所リサーチ・フェローなど滞欧20年を経て、帝京大学法学部教授に就任。2005年、同大学名誉教授。
政治学者の傍ら、老年学・福祉国家論などにも取り組み、全国シルバー人材センター事業協会・評議員も務めている。

## 著作物

### 単著
- The Model and Test of Environmental Politics: From Economic Externality to Political Externality,　(Ekiji Ryuen, Almqvist & Wiksell International社刊, 1979)

この本は、アメリカの73の大学図書館に所蔵されている。）
- 『福祉国家の病理――スウェーデン病の解明』（毎日新聞社[毎日選書], 213頁, 1981年)
- 『日本発展の活力』（毎日新聞社, 285頁, 1983年）
- 『日本政治変動論――うねりを起こす政治的中間層』（北樹出版, 230頁, 1994年）
- 『日本政治を動かす基本動因』（北樹出版, 152頁, 1996年）
- 『迫りくる政治ビッグバン』（北樹出版, 256頁, 1998年）
- 『日本政治過程論――役割・役者連関モデル』（北樹出版, 147頁, 1999年）
- 『国家行動の実態と動機――戦後国際政治史』（北樹出版, 196頁, 2000年）
- 『政治学原論――The Seven Political Actors』（北樹出版, 181頁, 2003年）

### 共著書（老年学、まちづくり関係）
- 『社会経済環境の変化に対応したシルバー人材センター事業の進め方』（社団法人/全国シルバー人材センター事業協会, 36頁, 2007年）
- 『シルバー人材センターの機能強化・拡充の方向について』（社団法人/全国シルバー人材センター事業協会, 31頁, 2003年）
- 『スウェーデンにおける引退労働者の雇用・就業に関する意識とその対策に関する調査報告書』（社団法人/全国シルバー人材センター事業協会, 127頁, 1994年）
- 『新たな都市生活空間の創造』（北海道審議室、1985/8 ）
- 『明日への論点』（北海道審議室、1986/3）：「ヨーロッパ型高齢社会」龍円恵喜二
- 『Finding Jobing Life Worth Living: Japan’s model of active ageing---The case of Silver Human Resourcs Centre』（Teikyo Law Review、March, 2000, Teikyo University）

### 学会発表論文
- “The five factors deciding people’s political attitudes and political policy goals in Japan”

(13頁, 単独(Ekiji Ryuen)発表, 1997年7月23日
(ISPP (International Society of Political Psychology)The twentieth annual scientific meeting of ISPP,Krakow, Poland.)
- “Predisposition Decides Political Attitudes”

25頁, 単独(Ekiji Ryuen)発表, 1998年7月31日
(The 14th World Congress of Sociology, in Montreal, Canada.)
sociological abstracts に収録。登録番号AN:98S37720
- “Risk of Civil War, Riot and Revolution”

12頁, 単独(Ekiji Ryuen)発表, 1998年9月18日
(Third Pan-European International Relation Conference in Vienna, Austria.)
- “Political Alienation in Japan”

単独(Ekiji Ryuen)発表, 2001年9月19-22日
(Annual WAPOR（World Association of Public Opinion Research）Conference, Rome, Italy.)
Proceedings of the 54th Annual WAPOR Conference (an electronic book) 所収
- “Toward an active ageing society: Japan’s experiment of SHRC(Silver Human Resources Centre)”

単独(Ekiji Ryuen)発表, 2002年7月11日
(World congress of sociology, Brisbane, Australia.)
- “Identifying rank and file opinion leaders in politics”

11頁, 単独(Ekiji Ryuen)発表, 2003年9月18日
(Annual Conference of WAPOR, Prague, the Czech Republic)
- "A Study of Political Dissatisfaction”

6頁, 単独(Ekiji Ryuen)発表, 2004年7月18日
(ISPP, Lund, Sweden.)

### 論文的随想
- “働きながら子育て：少子化時代の女性たち（スウェーデンと日本）”

(スウェーデン社会研究所・所報Ｎｏ．342 所収（2008.03.31発行）
- “福祉国家はラクじゃない”

(スウェーデン社会研究所・所報Ｎｏ．334 所収（2006.03.31発行）